# أغوميلاتين
أغوميلاتين (بالإنجليزية: Agomelatine) (الأسماء التجارية: فالدوكسان، ميليتور، ثيماناكس) هو مضاد اكتئاب ميلاتونيني غير نمطي طورته مختبرات سرفير ويستخدم لعلاج الاضطراب الاكتئابي؛ بسبب تأثيره الجانبي المفضل نسبيا في المقام الأول، حيث يتجنب زيادة الوزن، والخلل الجنسي، كما أنه لم تسجَل حالات أعراض انسحابية أو أعراض جنسية مقارنة بمثبطات استرداد السيروتونين الانتقائية ومثبطات استرداد السيروتونين والنورإبينفرين ومضادات الاكتئاب ثلاثية الحلقات في حين أنه يوفر فوائد علاجية مماثلة.
ونظرا لآليته المميزة في العمل، يتم دراسة تأثير أغوميلاتين على تنظيم النوم أيضا. وتشير الدراسات إلى تحسنات مختلفة في الجودة العامة لمقاييس النوم، فضلا عن فوائد علاجية محددة في اضطرابات النظم اليومي.

## الاستخدامات الطبية

### الاضطراب الاكتئابي
يستخدم أغوميلاتين لعلاج نوبات الاكتئاب العظمى لدى البالغين. وأجريت عشر تجارب وهمية مراقبة للتحقق من فعالية أغوميلاتين على المدى القصير في حالة الاضطراب الاكتئابي. وفي نهاية العلاج، أظهر أغوميلاتين فعالية كبيرة في ستة دراسات من العشرة. وهناك حالتان اعتُبرت «فاشلة» بالمقارنة مع فعالية الدواء الناتجة للتمييز عن الدواء الوهمي . ولوحظت الفعالية أيضا في المرضى الذين يعانون من الاكتئاب الشديد في جميع الدراسات الوهمية المراقبة الإيجابية. وقد ثبتت فعالية الاستمرار على استخدام مضادات الاكتئاب في دراسة الوقاية من الانتكاس. ووجد تحليل تلوي كبير من 20 تجربة مع 7460 مشارك أن للأغوميلاتين فعالية مثل مضادات الاكتئاب القياسية.
أظهرت نتائج التحليل التلوي لثلاثة دراسات إيجابية عشوائية مزدوجة التعمية وهمية مراقبة على 357 مريض تم علاجهم بأغوميلاتين و360 مريض تم علاجهم بدواء وهمي أن أغوميلاتين فعال في علاج الاكتئاب الشديد. وفي المرضى الذين يعانون من اكتئاب بدرجة قاعدة مرجعية أكبر (> 30 على مقياس HAMD17)، كان الفرق بين استخدام أغوميلاتين والدواء الوهمي 4.53 نقطة. وقد أظهرت الدراسات المسيطر عليها في البشر أن فعالية أغوميلاتين شبيهة بمثبطات استرداد السيروتونين الانتقائية مثل باروكسيتين، سيرترالين، إسيتالوبرام، وفلوكستين في علاج الاكتئاب الشديد.
وقد اقترحت دراسة صغيرة مفتوحة التسمية فعالية الدواء في علاج الاكتئاب غير النمطي والميلاتونيني. وأثبتت التجارب السريرية المصممة جيدا فعالية الدواء في علاج الاكتئاب القلق. وقد تم الإبلاغ عن بداية عمل أغوميلاتين في وقت مبكر من الأسبوع الأول من العلاج.
وقد أكدت هذه الدراسة أن للأغوميلاتين فعالية (إحصائيا) مثل مضادات الاكتئاب الأكثر استخداما (مثل مثبطات استرداد السيروتونين الانتقائية)، ولكن البعض يقيم ذلك على أنه «ذات صلة هامشية سريريا»، حيث أنه يختلف قليلا فقط عن العلاج الوهمي. ووفقا لاستعراض 2013، لا يبدو أن أغوميلاتين يوفر فعالية كبيرة تختلف عن مضادات الاكتئاب الأخرى لعلاج المرحلة الحادة من الاكتئاب الشديد.

### الفحص
يبدو أن الأغوميلاتين يحسن النوم ربما بسبب آلية عمله على مستقبلات الميلاتونين، مع عدم الإبلاغ عن الشعور بالنعاس أثناء النهار. وقد أظهر أغوميلاتين خصائص مضادة للقلق في القوارض. وقد وُجِد أنه أكثر فعالية بكثير من العلاج الوهمي في علاج اضطراب القلق العام. كما أن هناك أدلة أولية تشير إلى فعالية أغوميلاتين إما كعلاج منفرد أو مساعد في علاج اضطراب الوسواس القهري. وقد نشر تقرير حالة يوثق فعالية أغوميلاتين في علاج اضطراب القلق الاجتماعي. وقد وجدت دراسة مفتوحة التسمية أن أغوميلاتين فعال في علاج اضطراب العاطفة الموسمي. واقترحت الدراسات المفتوحة التسمية فعالية أغوميلاتين كمساعد في علاج الاكتئاب ثنائي القطب. كما وجدت دراسة في الفئران أنه يحمي ضد النوبات الناتجة من البينتيل تيترازول وبيلوكاربين. ووجدت تجربة صغيرة وهمية تحت السيطرة بعض الفوائد للأغوميلاتين في اضطراب نقص الانتباه مع فرط النشاط. ولم يقترح استعراض 2015 أي توصيات لاستخدام أو عدم استخدام أغوميلاتين في علاج الأفراد الذين يعانون من اضطراب عاطفي موسمي.

### استخدامات خاصة
من غير المستحسن استخدام أغوميلاتين في الأطفال والمراهقين الذين تقل أعمارهم عن 18 عاما؛ بسبب عدم وجود بيانات عن السلامة والفعالية. والبيانات السريرية المتاحة لاستخدام أغوميلاتين في المرضى المسنين ≥ 65 سنة المصابين بنوبات الاكتئاب العظمى محدودة. لذلك، ينبغي توخي الحذر عند وصفه لهؤلاء المرضى.

## موانع الاستعمال
يمنع استخدام أغوميلاتين مع المرضى الذين يعانون من ضعف الكلى أو الكبد. ووفقا للمعلومات التي كشفت عنها مختبرات سيرفير في 10 أكتوبر 2012، تم تعديل المبادئ التوجيهية لمتابعة المرضى الذين عولجوا بفالدوكسان بالتنسيق مع وكالة الأدوية الأوروبية. وبما أن بعض المرضى قد يعانون من زيادة مستويات إنزيمات الكبد في دمهم أثناء العلاج بفالدوكسان، فيجب على الأطباء إجراء فحوصات معملية للتأكد من أن الكبد يعمل بشكل صحيح عند بدء العلاج وبشكل دوري أثناء العلاج، ومن ثَم تحديد الاستمرار على العلاج أو لا. ولم يتم ملاحظة أي تعديل ذات الصلة في القياسات الدوائية للأغوميلاتين في المرضى الذين يعانون من القصور الكلوي الحاد. وعلى الرغم من عدم توافر سوى بيانات سريرية محدودة عند استخدام أغوميلاتين في المرضى الذين يعانون من الاكتئاب مع القصور الكلوي الحاد أو المعتدل، لكن ينبغي توخي الحذر عند وصف أغوميلاتين لهؤلاء المرضى.

## الآثار الجانبية
لا يغير أغوميلاتين من اليقظة أثناء النهار أو الذاكرة في المتطوعين الأصحاء. وفي المرضى الذين يعانون من الاكتئاب، يزيد العلاج من فترة نوم الموجات البطيئة دون تغيير في فترة نوم حركة العين السريعة. وتبدأ بداية وكفاءة النوم في التحسن بشكل ملحوظ من الأسبوع الأول من العلاج.
ويبدو أن أغوميلاتين يسبب آثار جانبية جنسية أقل من الباروكستين.
تشمل الآثار الجانبية الأكثر شيوعا (1-10٪):
- فرط التعرق (التعرق الزائد الذي لا يتناسب مع درجة الحرارة المحيطة)
- وجع بطني
- غثيان
- قيء
- إسهال
- إمساك
- ألم في الظهر
- إعياء
- زيادة انزيمات الكبد
- صداع
- دوخة
- نعاس
- أرق
- صداع نصفي
- قلق

وتشمل الآثار الجانبية غير الشائعة (0.1-1٪):
- مذل (أحاسيس غير طبيعية [مثل الحكة، والحرق، والوخز، وما إلى ذلك] بسبب خلل في الأعصاب الطرفية)
- عدم وضوح الرؤية
- أكزيما
- حكة
- شرى
- تهيج
- عدم الراحة
- كوابيس
- أحلام غير طبيعية

ومن الآثار الجانبية النادرة (0.01-0.1٪):
ملاحظة: غالبا ما يرجع الهوس والهوس الخفيف إلى مرض كامن يسمى اضطراب ثنائي القطب.
- هوس
- هوس خفيف
- التفكير في الانتحار
- السلوك الانتحاري
- الهلوسة
- التهاب الكبد الدهني
- زيادة ناقلة الببتيد غاما غلوتاميل و/ أو الفوسفاتاز القلوي
- فشل الكبد
- يرقان
- طفح احمراري
- وذمة في الوجه ووذمة وعائية
- زيادة أو خسارة الوزن، والتي تميل إلى أن تكون أقل أهمية من التي تحدث مع مثبطات استرداد السيروتونين الانتقائية[37]

### الإدمان والانسحاب
لا حاجة إلى إنقاص الجرعة تدريجيا عند التوقف عن العلاج. ولا يوجد احتمالية لإدمان الأغوميلاتين كما أثبتت الدراسات التطوعية على الأصحاء.

## الجرعة الزائدة
من المتوقع أن يكون أغوميلاتين آمن نسبيا مع الجرعة الزائدة.

## التفاعلات
أغوميلاتين هو ركيزة CYP1A2، وCYP2C9، وCYP2C19. وتقلل مثبطات هذه الإنزيمات من التخلص منه، وبالتالي يمكن أن تؤدي إلى زيادة تعرض الجسم للأغوميلاتين. كما أن أغوميلاتين يمكن أن يتفاعل مع الكحول مما يزيد خطر الإصابة بالتسمم الكبدي.
علم العقاقير
الدوائية
أغوميلاتين هو ناهض مستقبلات الميلاتونين (MT1 (كي 0.1 نانومتر) وMT2 (كي = 0.12 نانومتر)) ومضاد مستقبلات السيروتونين 5-HT2C (كي = 631 نانومتر). وتشير الدراسات إلى أنه ليس له تأثير على امتصاص أحادي الأمين ولا يرتبط مع مستقبلات الأدرينالين، والهستامين، والكولين، والدوبامين، والبنزوديازيبين، ولا مستقبلات السيروتونين الأخرى.
يعدل أغوميلاتين من إيقاعات الساعة البيولوجية في النماذج الحيوانية المصابة بمتلازمة طور النوم المتأخر. فيزيد إفراز النورأدرينالين والدوبامين من خلال التضاد مع مستقبلات 5-HT2C خصيصا في القشرة الأمامية. ولذلك، فإنه يصنف في بعض الأحيان باعتباره منشط للدوبامين والنوربينفرين. ولا يؤثر الأغوميلاتين على مستويات السيروتونين الموجود خارج الخلية. وقد أظهر أغوميلاتين تأثير كمضاد للاكتئاب في نماذج حيوانية مصابة بالاكتئاب وكذلك في نماذج لديها إيقاع غير منتظم للساعة البيولوجية ونماذج متعلقة بالإجهاد والقلق. وفي البشر، يمتلك أغوميلاتين خصائص إيجابية لتحويل المرحلة، حيث يسبب مرحلة متقدمة من النوم، ويخفض درجة حرارة الجسم ويعمل على بدء الميلاتونين.

## كيمياء

### التركيب

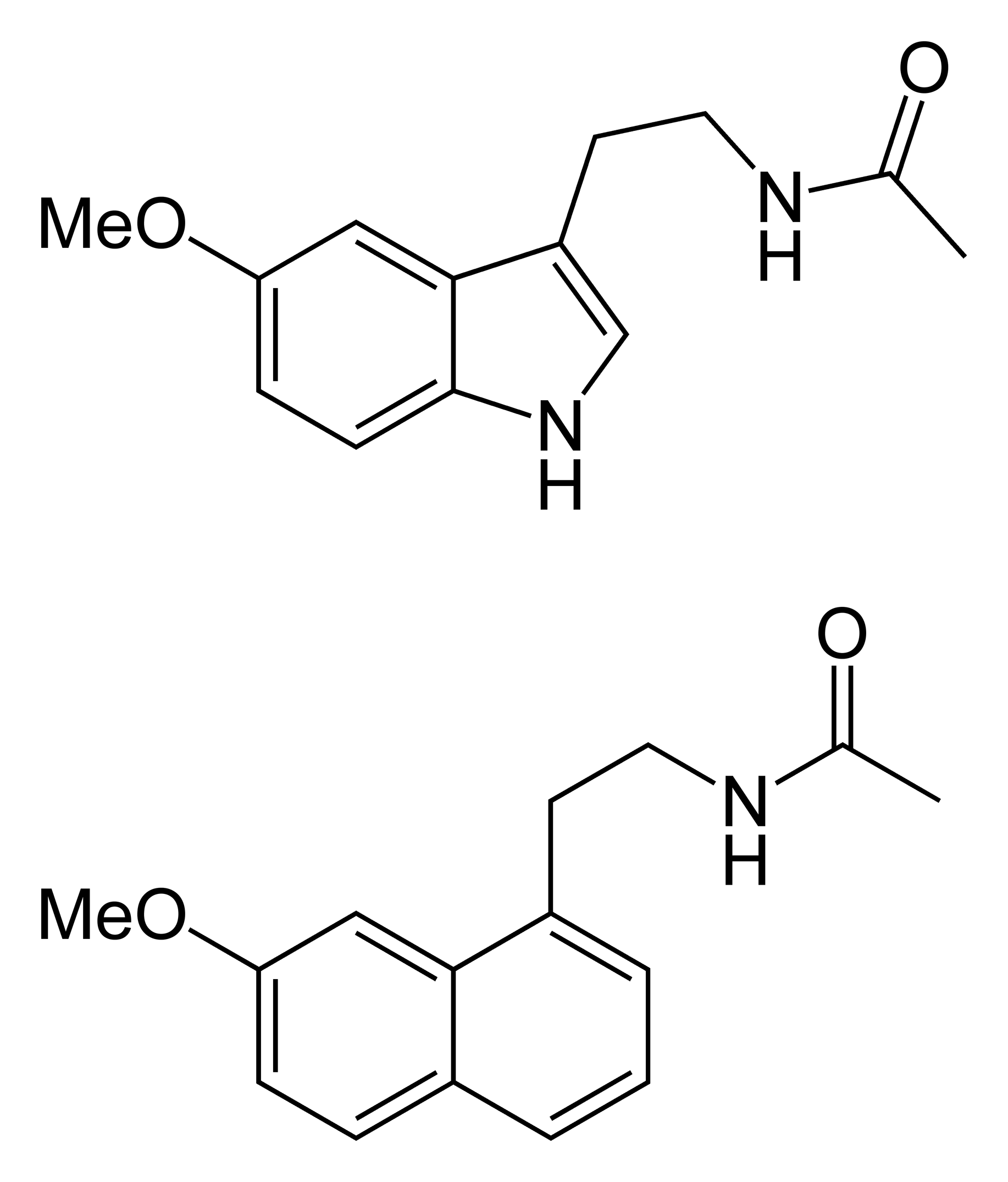
الميلاتونين (في الأعلى) مقابل أغوميلاتين (في الأسفل)

التركيب الكيميائي للأغوميلاتين يشبه إلى حد بعيد الميلاتونين. ولكن الميلاتونين لديه نظام حلقة الإندول، بينما أغوميلاتين لديه بيوسفوستير النفثالين بدلا من ذلك.

### التصنيع
ناهض الميلاتونين ومضادات السيروتونين الانتقائي 5-HT2B و5-HT2C نظائر أيضية مستقرة للميلاتونين.

تصنيع أغوميلاتين ودراسات نشاط المركب

## تاريخ
تم اكتشاف أغوميلاتين وتطويره من قِبل شركة الأدوية الأوروبية مختبرات سرفير. وواصلت سرفير تطوير الدواء ووصلت للمرحلة الثالثة من التجارب السريرية في الاتحاد الأوروبي.
وفي مارس 2005، قدمت سرفير الأغوميلاتين إلى وكالة الأدوية الأوروبية تحت الأسماء التجارية فالدوكسان وثيماناكس. وفي 27 يوليو 2006، أوصى مجلس المنتجات الطبية ذات الاستخدام البشري في وكالة الأدوية الأوروبية برفض ترخيص التسويق. وكان الشاغل الرئيسي هو أن الفعالية لم تظهر بما فيه الكفاية، في حين أنه لم تكن هناك مخاوف خاصة بشأن الآثار الجانبية. وفي سبتمبر 2007، قدمت سيرفير تطبيق تسويق جديد إلى الوكالة.
وفي مارس/ آذار 2006، أعلنت شركة سرفير أنها باعت الحق في تسويق أغوميلاتين في الولايات المتحدة إلى نوفارتس. وكان يخضع الدواء لعدة تجارب سريرية في المرحلة الثالثة في الولايات المتحدة، وحتى تشرين الأول/ أكتوبر 2011 أدرجت شركة نوفارتس الدواء كما كان مقررا لتقديمه إلى إدارة الأغذية والعقاقير قبل عام 2012. ومع ذلك، توقف تطوير السوق الأمريكية في أكتوبر 2011، عندما أصبحت نتائج آخر تلك التجارب متاحة.
وتلقى الدواء موافقة وكالة الأدوية الأوروبية للتسويق في الاتحاد الأوروبي في فبراير 2009 وموافقة إدارة السلع العلاجية للتسويق في أستراليا في أغسطس 2010.

## البحوث
أغوميلاتين قيد التطوير من قِبل شركة سيرفير لعلاج اضطراب القلق العام، وقد وصلت للمرحلة الثالثة من التجارب السريرية لهذا الاستخدام، ولكن في أغسطس 2017، أبلغت شركة سيرفير أن تطويره لهذا المؤشر معلق حاليا.

## روابط خارجية
- Official product site
- Manufacturer web site
- Agomelatine Psychonauts Google Group
- Novartis pipeline
- Antidepressant-like activity of S 20098 (agomelatine) in the forced swimming test in rodents: involvement of melatonin and serotonin receptors
- The Novel Melatonin Agonist Agomelatine (S20098) Is an Antagonist at 5-Hydroxytryptamine2C Receptors, Blockade of Which Enhances the Activity of Frontocortical Dopaminergic and Adrenergic Pathways
- Agomelatine treatment has promising results in transgenic murine model
- Clinical trial data in the United Kingdom via the NHS' National electronic Library of Medicines (NeLM)
- Clinical trial data in the United States via موقع التجارب السريرية
- Genf interaction table- http://www.hug-ge.ch/sites/interhug/files/structures/pharmacologie_et_toxicologie_cliniques/carte_cytochromes_2016_final.pdf February 2017